# دوقتي الأخيرة
دوقتي الأخيرة لروبرت براونينج هي قصيدةٌ نُشرت غالبا كمثال على المناجاة المسرحية. ظهرت لأول مرة عام 1842 في ديوان براونينج (ادراماتيك ليريكس). تحتوي القصيدة على ثمانية وعشرون بيتاً مقفّى وعلى وزن (ايامبيك بيننتانيتر). الفنانان المذكوران في القصيدة الرسام (فرا باندالف) والنحات (كلاوس) منإنسبروك - هما من نسج الخيال.

## خلفية تاريخية
بدأت القصيدة بتشويقة لفيرارا إشارة إلى أن المتحدث هو ألفونسو الخامس دوق فيرارا (1533-1598). والذي تزوج عندما بلغ الخامسة والعشرون من (لوكريزا دي ميديشي) أبنه الدوق كوزيمو الأول البالغة من العمر أربعة عشر عاماً.

## ملخص
يجري مبعوث عائلة خطيبة الدوق بجولة في منزله.  يسدل الدوق ستارة ليكشف عن لوحة لامرأة موضحاً أنها صورة لزوجته الراحلة، يدعو ضيفه للجلوس والنظر إلى اللوحة.
يصوّر الدوق العديد من الميول النرجسية حيث يتذكر الوقت الذي قضاه مع دوقته المتوفاة. ثم يستأنف محادثة سابقة بشأن ترتيبات الزفاف، وفي إشارة عابرة إلى عمل فني آخر، تمثال برونزي لنبتون يروض حصانًا بحريًا (كلاوس إنسبروك)، مما يعطي إنطباع أن زوجته الراحلة مجرد عمل فني آخر.

## الشكل
صنّف روبرت براونينق هذه القصيدة على أنها قصيدة غنائية؛ مع ذلك تعتبر نوع من المناجاة المسرحية، وهو صنف من الأدب انشأه روبرت بنفسه؛ وهي حينما يبدأ الشخص في التحدث لجمهور افتراضي.